# Alexandra (nattklubb)

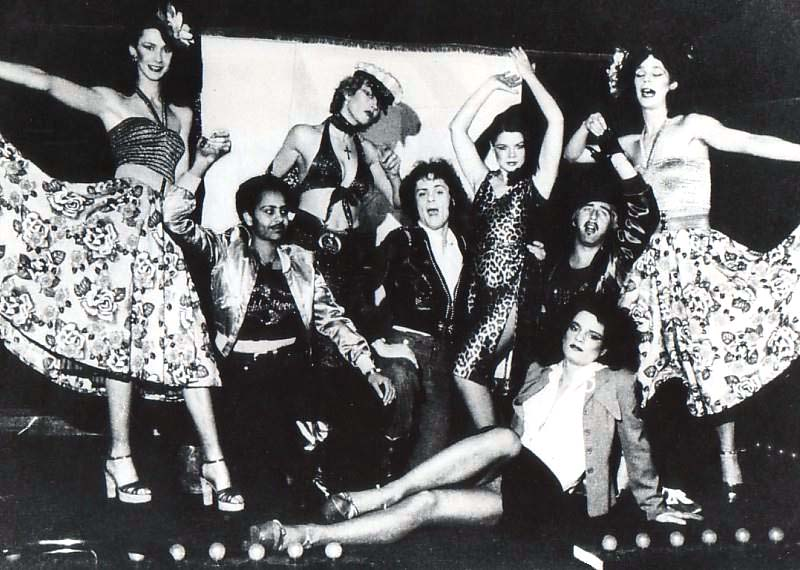
Wild Side Story på Alexandra's 1976 med Christer Lindarw till vänster och Ulla Jones stående i keps.

Alexandra eller Alexandra's var Sveriges första moderna nattklubb. Den drevs i fyra olika lokaler i Stockholm av Alexandra Charles åren 1968–1988. Restaurang och diskoteksklubb hade (nästan genomgående) öppet alla nätter och huserade i den ena av lokalerna efter den andra. Under en period drev Alexandra Charles och hennes dåvarande make Noel Charles (1940–2013) även en systerklubb på Barbados med samma namn. Noel Charles var senare gift från 2002 till sin död 2013 med Cynthia Lennon.
Förebilden för Alexandra's var de nya nattklubbar som startats i London. Alexandra's blev snabbt ett populärt inneställe i Stockholm och höll den positionen i tjugo år.
Bland personer som inlett sina respektive karriärer hos Alexandra märks Erik Videgård som började som smörgåsnisse där, Christer Lindarw som var med i Wild Side Story och de första svenska dragshowföreställningarna där samt Anders Eljas som var kapellmästare för en liten kabaréorkester till showen AlexCab.